# 烟庄街道
烟庄街道，是中华人民共和国山東省聊城市冠县下辖的一个乡镇级行政单位。
2010年，冠城镇和烟庄乡被撤销，设立清泉街道、崇文街道、烟庄街道。

## 行政区划
烟庄街道下辖以下地区：
烟庄社区、张家庄社区、东贾庄社区、西贾庄社区、东宋村社区、东范庄社区、义村社区、野庄社区、东南庄社区、均庄子社区、前小化社区、后小化社区、前十里铺社区、后十里铺社区、七里佛堂社区、马玉社区、梁辛庄社区、刘辛庄社区、庞辛庄社区、赵辛庄社区、东十里营社区、西十里营社区、前张平东社区、前张平中社区、前张平西社区、后张平社区、西宋村社区、赵村社区、王村社区、王马庄社区、陈辛庄社区、五岔路社区、东开河头社区和西开河头社区。